# Contea di Charles City
La contea di Charles City (in inglese Charles City County) è una contea dello Stato della Virginia, negli Stati Uniti. La popolazione al censimento del 2000 era di 6 926 abitanti. Il capoluogo di contea è Charles City.